# 神奈川県立三ツ池公園
神奈川県立三ツ池公園（かながわけんりつみついけこうえん）は、神奈川県横浜市鶴見区にある総合公園である。

## 概要
名前のとおり、園内には3つの池（上の池、中の池、下の池）がある。これらの池は江戸時代の1787年（天明7年）に、農業用水の溜め池として浚渫・整備されたものである。
1941年（昭和16年）には都市計画緑地（防災大緑地）に指定され1950年（昭和25年）から失業対策として周辺の公園整備に着手した。1954年（昭和29年）に県立公園に指定され、1957年（昭和32年）には神奈川県立の都市公園に指定された。
2005年（平成17年）に全面改良工事が行われた。
園内には35品種1000本を超える桜が植えられており、日本さくら名所100選の一つに選定されている。ソメイヨシノが7割を占め、春には花見客で賑わう。また神奈川県が選定した「かながわの探鳥地50選」にも選ばれており、林間の小鳥や池の水鳥も多くの種類が見られる。
軟式野球場やプール、テニスコートなどが整備されているほかには、テレビ神奈川、interfm、アール・エフ・ラジオ日本の電波塔もある。

## 主な施設
- 駐車場[4]
  - 北門駐車場（大型車6台、普通車91台、身障者用2台）
  - 正門駐車場（普通車55台、身障者用2台）
- 公園管理事務所
  - パークセンター
  - 展示コーナー
  - フリースペース（飲食可）
- 売店
- 軟式野球場
- テニスコート
- プール
- 多目的広場
- 更衣室
- 藤原増貤の歌碑 - 江戸時代後期の幕臣・奥村増貤（藤原増貤）の和歌を刻んだ1843年（天保14年）建立の石碑で[5]、横浜市登録地域文化財（地域有形民俗文化財）に登録されている[6]。
- 三ツ池古墳 - 園内の丘陵に単独で存在する円墳だが、かつて鶴見区北部に分布していた駒岡古墳群や梶山古墳群（兜塚古墳など）のような「駒岡周辺の古墳群」の1つに数えられる[7]。

## コリア庭園

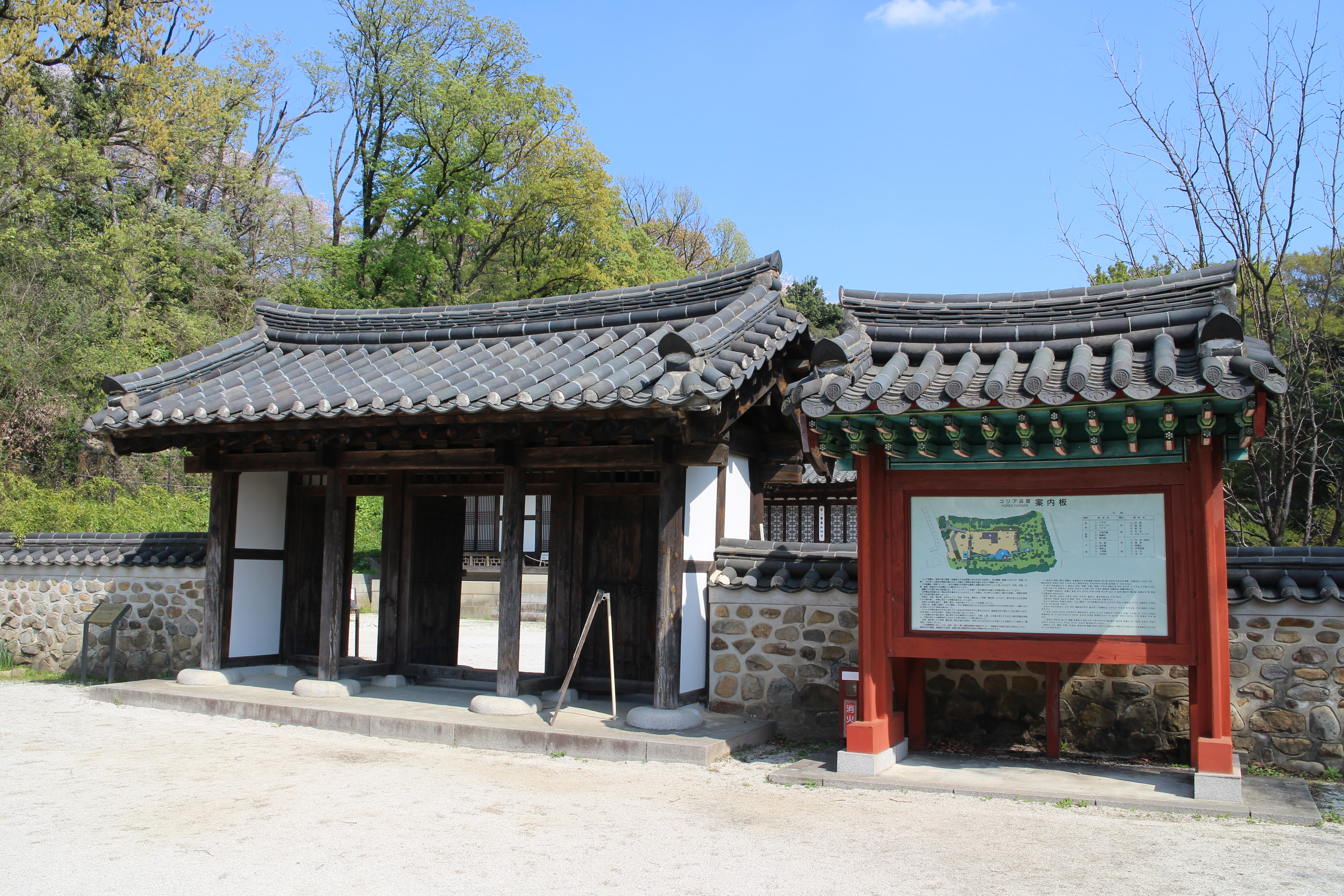
コリア庭園の正門

1990年（平成2年）の神奈川県と韓国京畿道との友好提携を記念して造られた庭園。
伝統庭園は時代の様式を持ち、形の表現する意味が明快な点に特徴がある。このコリア庭園も李朝時代の両班の住宅様式を持ち、各園や苑も各々意味を持っている。また、計画地は風水思想によりポテンシャルが明らかにされ、子孫の繁栄を願った陰陽思想に基づいた陰陽石池円島等の施設を庭園内に具体的に表現している。
- 庭園の基本計画:社団法人日本造園学会、株式会社戸田芳樹風景計画。
- 設計:造園実施設計/閔 庚玹、戸田芳樹風景計画。
- 建築実施設計/李應黙、戸田芳樹風景計画。
- 総合監修:閔 庚玹。
- 施工:京葉造園土木。
- 規模:5,000m²で工期は1993年（平成5年）6月から1994年（平成6年）3月。

三才思想
一石（据石型）は地を表し陰型となり、安定（共存）を表現している。二石（立石型）は天を表し陽型となり、成長（繁栄）を表現している。三石（支石型）は人を表し、陰陽和合型となり、最盛（回帰）を表現している。石の増加と人の増加を重ね合わせ、未来の繁栄を祈念して、石組で表現したものである。
陰陽思想
日本の伝統庭園にも陰陽思想は具現化しているが、韓国の庭園では徹底して表現されている。写真の「方池円島」では四角の池は「地」で女性を表し、円い島は「天」で男性を表し、合わせて子孫の幸せと繁栄のシンボルとしている。韓国では家や墓を計画する時には古くから風水思想に基づいて、場所を選定していた。当地も三方を山に囲まれ、一方が開けた吉祥の地であるが、ここに建物を建て、野を築き、水を流して、より風水思想に従った作庭を行っている。
| 下の池（2008年（平成20年）9月） |  | 園内の雑木林（2007年（平成19年）7月） |
| 下の池（2008年（平成20年）9月） |  | 園内の雑木林（2007年（平成19年）7月） |

## 三ツ池送信所

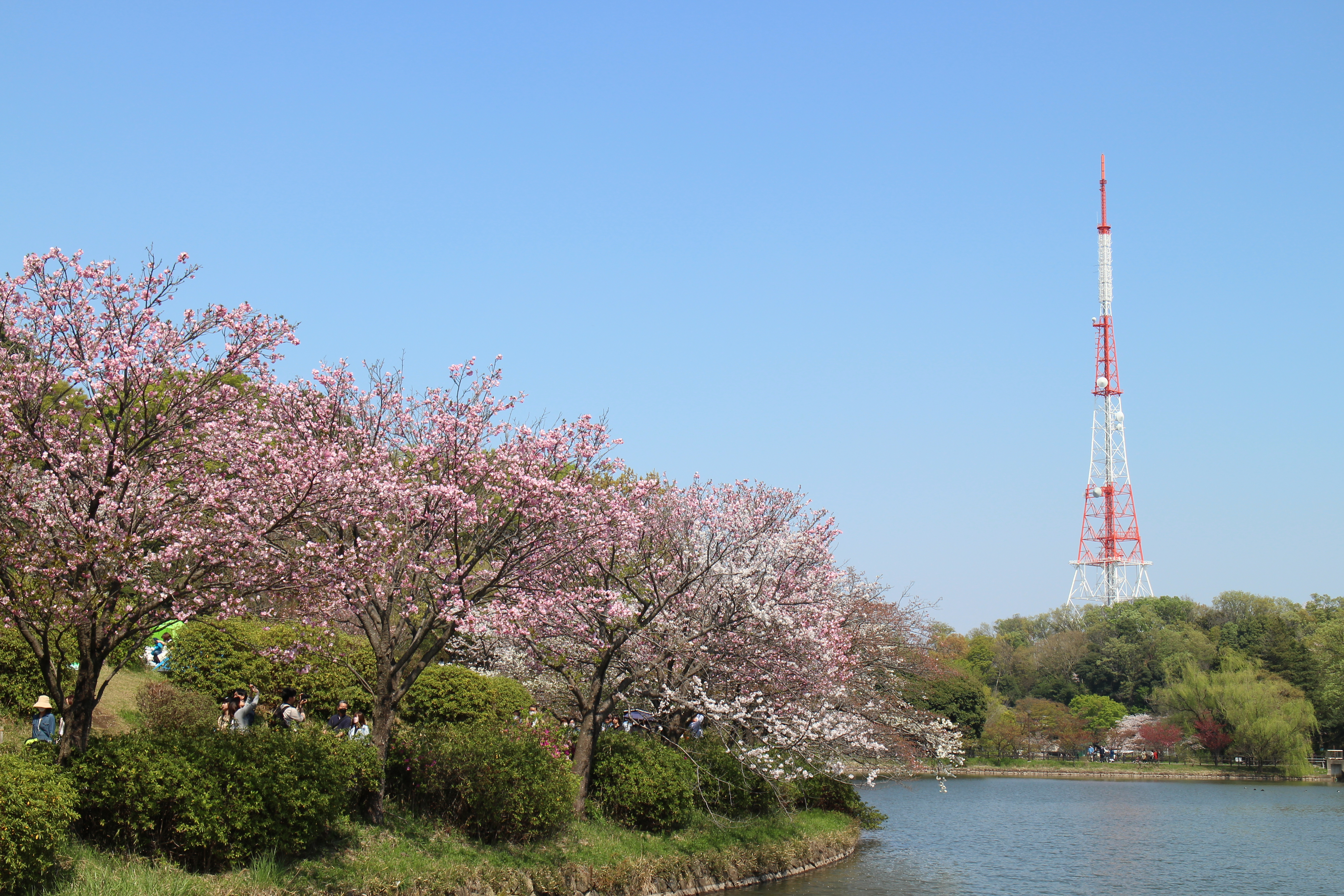
下の池からtvk三ツ池送信所を望む

テレビ神奈川の開局に伴い、1972年に設置。三ツ池送信所の建設に際し、三ッ池公園のエリアの一部であった区域を、公園の指定を解除して建設された。TVK鶴見中継局（中継局という名称だが親局である）のほか、RFラジオ日本のFM補完中継局およびInterFM897（interfm）の横浜中継局が設置されている。

### デジタルテレビ放送
| リモコンキーID | 放送局名         | コールサイン | チャンネル | 空中線電力 | 実効輻射電力 | 放送対象地域 | 放送区域内世帯数 | 開局日         |
| -------------- | ---------------- | ------------ | ---------- | ---------- | ------------ | ------------ | ---------------- | -------------- |
| 3              | tvk テレビ神奈川 | JOKM-DTV     | 18ch       | 1kW        | 12.5kW       | 神奈川県     | 384万7041世帯    | 2004年 12月1日 |

- 2004年（平成16年）6月2日に免許申請が受理[11]、11月26日に本免許交付[12]。

#### tvkテレビデジタル
- tvkテレビデジタル放送の放送開始時の出力は10Wで、放送区域内世帯数は129万5416世帯だった。
- tvkテレビデジタルの放送エリアは、横浜市・川崎市・横須賀市・鎌倉市・藤沢市・茅ヶ崎市・相模原市（旧津久井郡域含む）・厚木市・大和市・海老名市・座間市・綾瀬市・高座郡及び東京都区部・八王子市・日野市・調布市・国立市・府中市・町田市・稲城市・多摩市・狛江市・三鷹市の各一部地域。

### アナログテレビ放送（2011年7月24日で放送終了）
| チャンネル | 放送局名         | コールサイ ン | 空中線電力         | 実効輻射電力       | 放送対象地域 | 放送区域内世帯数 | 開局日       | 閉局日        |
| ---------- | ---------------- | ------------- | ------------------ | ------------------ | ------------ | ---------------- | ------------ | ------------- |
| 42ch       | tvk テレビ神奈川 | JOKM-TV       | 映像10kW 音声2.5kW | 映像125kW 音声31kW | 神奈川県     | 不明             | 1972年4月1日 | 2011年7月24日 |

### ラジオ放送
| 周波数 （MHz） | 放送局名                 | 中継局名            | 空中線 電力 | 実効輻射電力 | 放送対象地域 | 放送区域内 世帯数 |
| -------------- | ------------------------ | ------------------- | ----------- | ------------ | --- | ----------------- |
| 76.5           | InterFM897 （interfm）   | 横浜中継局          | 300W        | 3.7kW        | 東京都の特別区の存する区域を中心として 同一の放送番組の放送を同時に受信できることが 相当と認められる区域として総務大臣が別に定める区域 | -                 |
| 92.4           | アール・エフ・ラジオ日本 | RFラジオ日本 横浜FM | 5kW         | 41kW         | 神奈川県 | -                 |

#### interfm
- interfmの外国語放送実施地域は基幹放送用周波数使用計画[19]の通りだが、神奈川県内については横浜市と川崎市が放送対象地域である[22]。

#### アール・エフ・ラジオ日本
- 2019年6月26日に総務省から予備免許を付与[20]、2020年3月16日に運用開始した[23]。

## アクセス
- JR・市営地下鉄ブルーライン・東急・相鉄新横浜駅からバス 横浜市営バス6系統、104系統「三ツ池公園北門」下車、徒歩約3分
- JR鶴見駅から
  - 横浜市営バス6系統、67系統、104系統「三ツ池公園北門」下車、徒歩約3分
  - 臨港バス鶴07系統「公園正門」下車